# نادي الترجي (مصر)
نادي الترجي هو نادي كرة قدم مصري يلعب في الدوري المصري القسم الثالث يقع بمدينة مطروح بمرسى مطروح.